# فيكرز فينشر
فيكرز فينشر  (بالإنجليزية: Vickers Venture)‏ هي طائرة استطلاع أنتجت في بريطانيا. من صناعة فيكرز. كانت تستخدم بشكل أساسي من قبل سلاح الجو الملكي. كان أول طيران لها في 3 يونيو 1924.